# Mary Cleave
Mary Louise Cleave (Southampton, 5 de fevereiro de 1947 - 27 de novembro de 2023)  foi uma astronauta norte-americana e administradora associada da NASA.
Formada em ciências biológicas e engenharia ambiental, entrou para a NASA em 1980, onde primeiramente trabalhou em terra no controle de softwares ligados ao projeto do ônibus espacial.
Foi ao espaço em novembro de 1985 como especialista de missão da STS-61-B Atlantis, que colocou satélites em órbita e fez várias experiências científicas para o governo do México.
Sua segunda missão foi em maio de 1989, com a STS-30 Atlantis, que colocou em órbita a sonda espacial Magellan, destinada a orbitar e estudar a superfície de Vênus.
Cleave deixou o corpo de astronautas logo após sua segunda viagem ao espaço e passou a exercer cargos técnicos e executivos na NASA até abril de 2007.
Morreu em 27 de novembro de 2023, aos 76 anos.